# 1re cérémonie des Ensors
La 1re cérémonie des Prix du cinéma flamand, s'est tenue le 10 septembre 2010 au Casino d'Ostende.
Les membres du jury étaient Bart De Pauw, Hilde Van Mieghem, Dirk Roofthooft, Marie Vinck, Joop Daalmeijer, Eurydice Gysel et Steven De Foer

## Palmarès

### Meilleur film(Beste film)
- La Merditude des choses (De helaasheid der dingen)
  - Lost Persons Area
  - My Queen Karo

### Meilleur réalisateur(Beste regie)
- Caroline Strubbe pour Lost Persons Area
  - Peter Brosens & Jessica Hope Woodworth pour Altiplano
  - Felix Van Groeningen pour La Merditude des choses (De helaasheid der dingen)

### Meilleur scénario(Beste scenario)
- La Merditude des choses (De helaasheid der dingen)
  - Dossier K.
  - My Queen Karo

### Meilleur acteur(Beste acteur)
- Koen De Graeve pour La Merditude des choses (De helaasheid der dingen)
  - Koen De Bouw pour Dossier K.
  - Sam Louwyck pour Lost Persons Area

### Meilleure actrice(Beste actrice)
- Kimke Desart pour Lost Persons Area
- Anna Franziska Jaeger pour My Queen Karo
  - Lisbeth Gruwez pour Lost Persons Area

### Meilleur acteur dans un second rôle(Beste acteur in een bijrol)
- Wouter Hendrickx pour La Merditude des choses (De helaasheid der dingen)
  - R. Kan Albay pour Dossier K.
  - Jappe Claes pour Dossier K.

### Meilleure actrice dans un second rôle(Beste actrice in een bijrol)
- Ina Geerts pour Bo
  - Natali Broods pour La Merditude des choses (De helaasheid der dingen)
  - Maria Kraakman pour My Queen Karo

### Meilleur espoir(Beste debuut)
- Kenneth Vanbaeden pour La Merditude des choses (De helaasheid der dingen)
  - Kimke Desart pour Lost Persons Area
  - Anna Franziska Jaeger pour My Queen Karo

### Prestation remarquable(Bijzondere prestatie)
- Chrisnanne Wiegel, Melcher Meirmans et Merlijn Snitker pour la musique du film Dossier K.

### Prix du public(Publieksprijs)
- La Merditude des choses (De helaasheid der dingen)
  - Altiplano
  - Bo
  - Dossier K.
  - Lost Persons Area
  - Meisjes
  - My Queen Karo
  - Wolf

## Récompenses et nominations multiples

### Nominations multiples
8 : La Merditude des choses (De helaasheid der dingen)
7 : Lost Persons Area
6 : My Queen Karo
5 : Dossier K.
2 : Altiplano, Bo

### Récompenses multiples
6 / 8 : La Merditude des choses (De helaasheid der dingen)
2 / 7 : Lost Persons Area